# Ларин, Илларион Иванович

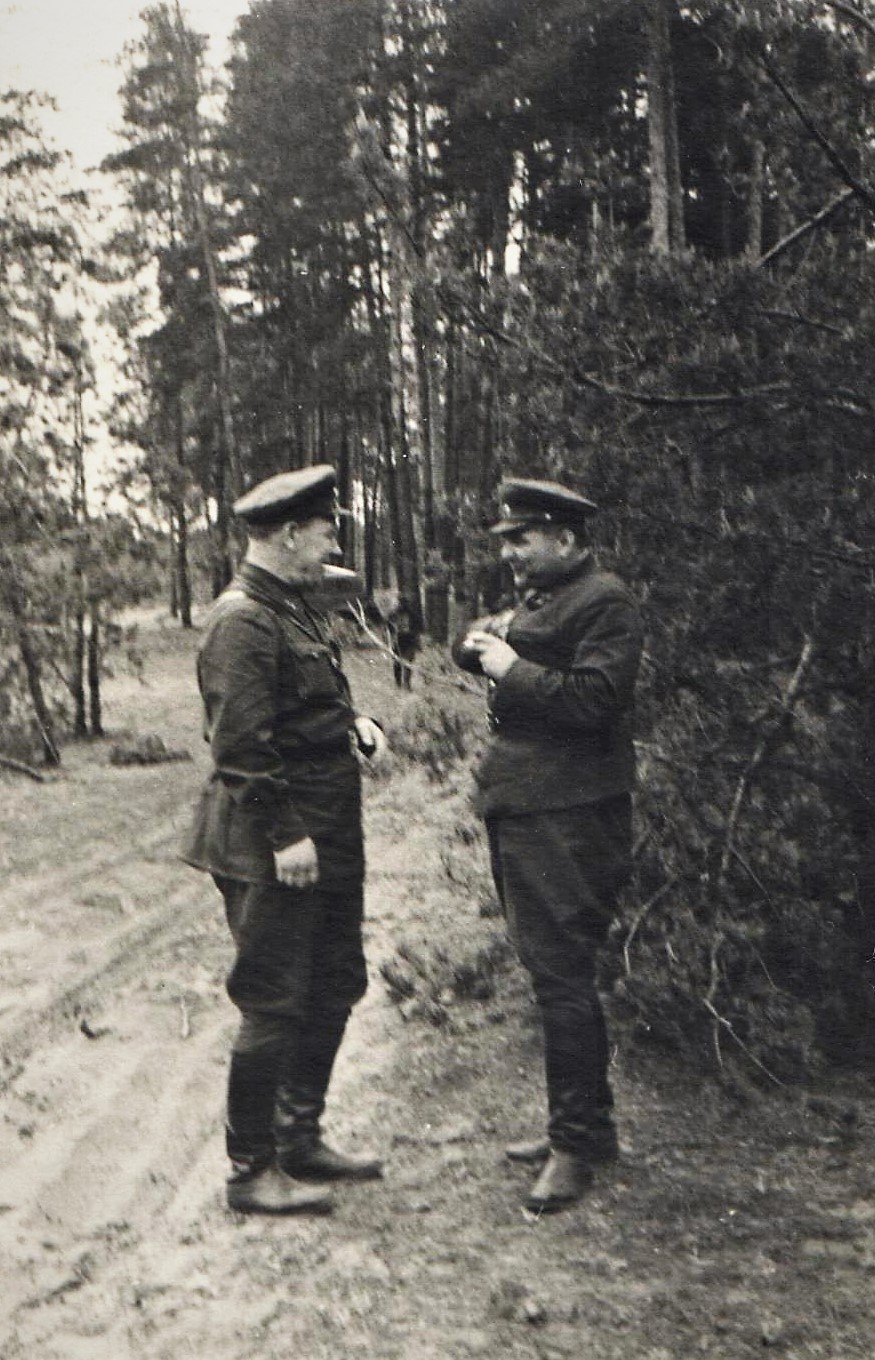
Командующий 48-м стрелковым корпусом генерал-майор Р.Я. Малиновский (справа) и военком корпуса полковой комиссар И.И. Ларин. Лето 1941

Илларион Иванович Ларин (28 марта 1903, с. Михайловское Оренбургской губернии — 25 декабря 1942) — политический работник Красной армии, генерал-майор (06.12.1942).

## Биография
Родился в семье служащего. В Красной Армии с 1921 г., член ВКП(б) с 1924 г.
В 1925 окончил 1-ю Ленинградскую пехотную школу, в 1928 — Военно-политические курсы. С 1928 — на политработе в Красной Армии. В 1939—1941 — военком, заместитель командира по политчасти 147-й стрелковой дивизии. С марта 1941 — военком 48-го стрелкового корпуса, в июне 1941 — полковой комиссар.
В Великой Отечественной войне с июня 1941 — в действующей армии, военком 48-го корпуса, личным примером воодушевлял бойцов и командиров; участвовал в боях за Скуляны, Фалешты, принимал командование на себя. За проявленные мужество и героизм награждён орденом Ленина (06.11.1941).
С 14 сентября по 28 декабря 1941 — член Военного совета 6-й армии. С 31 декабря 1941 по 28 июля 1942 — член Военного совета Южного фронта (в звании «дивизионный комиссар»). Участвовал в приграничных сражениях, в Донбасской и Барвенково-Лозовской операциях, в Харьковском сражении.
Южным фронтом командовал Р. Я. Малиновский; Ларин и Малиновский были друзьями, служили вместе ещё перед войной. 28 июля 1942 года после неудачных действий, когда войсками Южного фронта были оставлены Донбасс и Ростов-на-Дону, Южный фронт был расформирован, Малиновский и Ларин были сняты со своих должностей. С ноября 1942 года Малиновский был назначен командующим 2-й гвардейской армией, а Ларин — членом Военного совета этой же армии (с 1 ноября 1942). 6 декабря 1942 ему было присвоено звание «генерал-майор». В период контрнаступления советских войск под Сталинградом участвовал в Котельниковской операции.
Зимой 1942 года Ларин застрелился. О времени и месте этого события приводятся разные данные. По одним — Ларин застрелился, находясь в госпитале с лёгким ранением. По воспоминаниям Н. Р. Малиновской, Ларин застрелился в гостинице «Москва», ожидая аудиенции у И. В. Сталина. После себя он оставил записку, которая кончалась словами: «Да здравствует Ленин!»

В действительности член Военного совета 2-й гвардейской армии дивизионный комиссар Илларион Иванович Ларин 25 декабря 1942 г. застрелился у себя на квартире, оставив записку: «Я ни при чём. Прошу не трогать мою семью. Родион умный человек. Да здравствует Ленин»— Исаев А. В. [militera.lib.ru/h/isaev_av8/19.html Провал «Зимней грозы»] // Сталинград: за Волгой для нас земли нет. — М.: Яуза; Эксмо, 2008. — С. 383. — 444 с. — (Война и мы. Военное дело глазами гражданина). — 10 000 экз. — ISBN 978-5-699-26236-6.
Н. С. Хрущёв, в то время — член Военного совета фронта, вспоминал:

Он застрелился, видимо, под влиянием какого-то психически ненормального состояния. Если бы он был в нормальном состоянии, то не застрелился бы. Повода ведь стреляться у него не было— Н. С. Хрущев Воспоминания: избранные фрагменты. 2007
«Всё это не случайно, — говорил Щербаков, начальник ГПУ РККА. — Почему он не написал „Да здравствует Сталин!“, а написал „Да здравствует Ленин!“?» Тень подозрения упала и на Малиновского. Хрущёв, член Военного совета Сталинградского фронта, поручился за Малиновского перед Верховным Главнокомандующим Сталиным, однако получил от последнего указание присматривать за Малиновским.

Сталин уже занёс топор над головой Малиновского, отцу удалось отвести удар.— Хрущёв С. Н. Кризисы и ракеты. — М.: Новости, 1994. — Т. 2. — С. 503.
Некоторые источники указывают пребывание в должности члена Военного совета 2-й гвардейской армии до 27 января 1943.